# محمد بشير المغيربي
محمد بشير المغيربى (1923-2006)أحد مؤسسي النادي الأهلي بنغازي وأول رئيس مجلس إدارة للنادى الأهلى 10. 2. 1950 وهو تاريخ تأسيس النادى.وطني تولى العديد من المناصب الهامة في البرلمان والخارجية الليبية وعمل سابقاً كأمين سر جمعية عمر المختار وكان أول رئيس للنادي الأهلي بنغازي عام 1950م.